# Mariánská hora
Mariánská hora (874 m n. m.) je vrchol v Jizerských horách nacházející se v katastru obce Albrechtice v Jizerských horách, severovýchodně od Antonínova a severozápadně od vsi Mariánská Hora. Jediným pojmenovaným kopcem v okolí je severně od ní Bučina (868 m n. m.). Celá hora je zalesněna jehličnatým lesem a tvoří součást CHKO Jizerské hory.

## Přístup
Přímo na Mariánskou horu nevedou žádné cesty. Lesní cesty se vyskutují v okolí pod vrcholem. Na severovýchodním úpatí prochází zelená turistická značka, která spojuje ves Mariánskou Horu s Mariánskohorskými Boudami.